# 어도비 앙코르
어도비 앙코르(영어: Adobe Encore, 이전 이름은 어도비 앙코르 DVD)는 어도비 시스템즈사가 개발한 DVD 저작 소프트웨어 도구이다. 준전문급의 영상 제작을 목적으로 한다. 파일은 자동으로 MPEG-2 영상과 돌비 디지털 오디오로 변환된다. DVD 메뉴는 특별한 레이어 기술을 사용하여 어도비 포토샵에서 만들고 편집할 수 있다. 새로운 버전에서는 어도비 프리미어 프로 CS6와 함께 나온다. 현재는 서비스를 지원하지 않는다.

## 라이선스
모든 종류의 어도비 앙코르는 개발자, 어도비 시스템즈로부터 사유 라이선스 시스템을 사용한다. 버전 1.0과 1.5는 별도의 라이선스 비용을 요구하였다. CS3로 알려진 버전 3에서는 프리미어 CS3를 구매해야만 사용할 수 있게 되어 있다. 앙코르 CS4, CS5, CS6는 프리미어 프로 CS4, CS5, CS6 번들 제품으로만 팔린다.

## 같이 보기
- 영상 편집 소프트웨어